# Huw Dixon

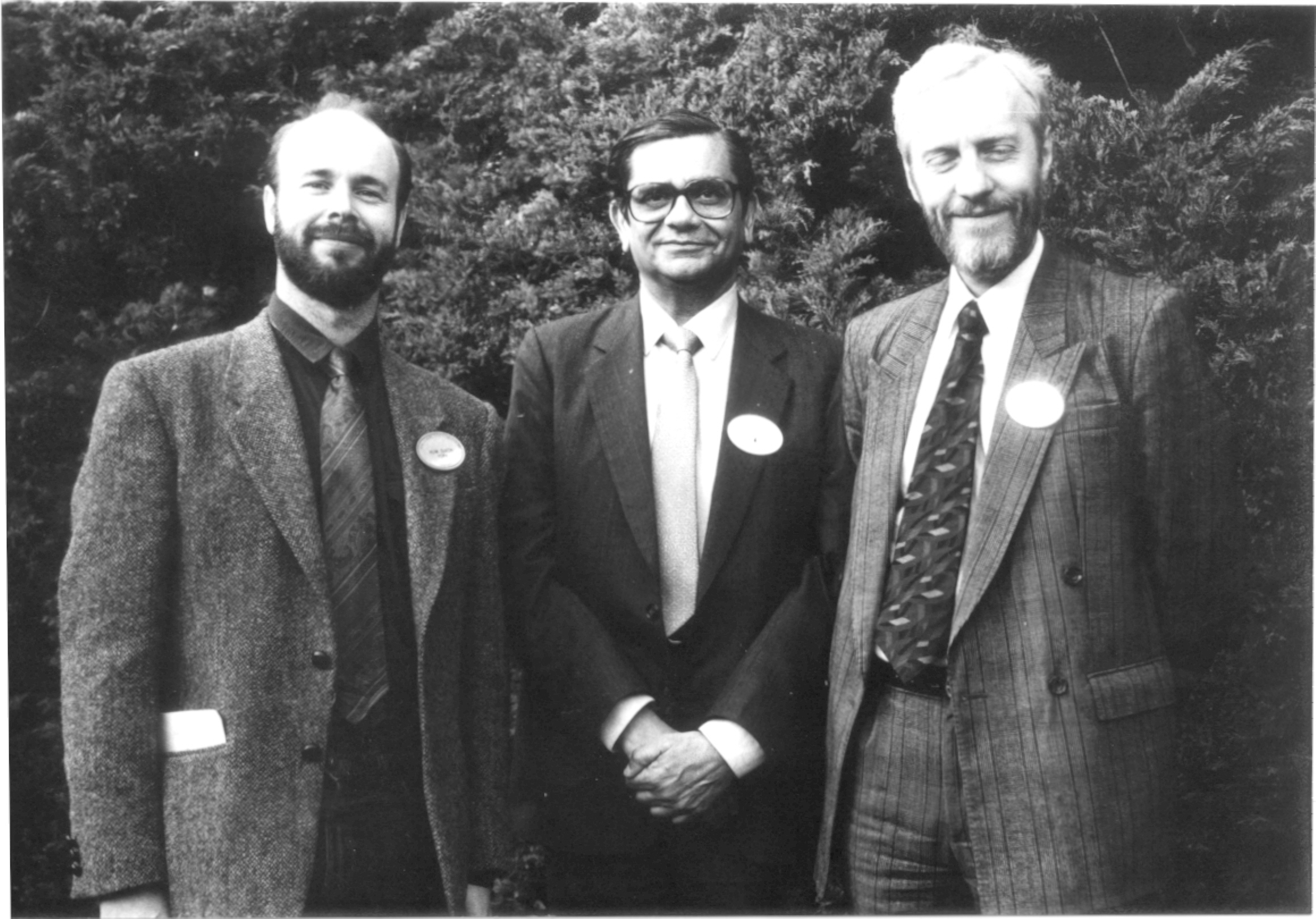
Huw Dixon, 1992, Presidente de la Conferencia de la Real Sociedad Económica, con Jagdish Bhagwati (ponente invitado) y Sir David Hendry (Presidente de RES)

Huw David Dixon, nacido en 1958, es un economista británico. Ha sido profesor en la Facultad de Empresariales de Cardiff desde 2006, habiendo sido anteriormente Jefe de Economía en la Universidad de York (2003-2006), después de ser Profesor de economía allí (1992-2003), y la Universidad de Swansea (1991-1992), antes fue Lector en la Essex University (1987-1991) y profesor en el Birkbeck College (Universidad de Londres) de 1983-1987.

## Educación
Se graduó de su primer grado en Filosofía y Economía en el Balliol College, de la Universidad de Oxford en 1980, y fue a hacer su Doctorado en el Nuffield College de Oxford, bajo la supervisión del Premio Nobel Sir James Mirrlees , graduándose en 1984.

## Carrera
Dixon fue miembro del Centre for Economic Policy Research de 1991-2001, miembro del Consejo de la Real Sociedad Económica (1996-2001), y miembro del instituto Ces-ifo desde el año 2000. Ha estado en el Consejo de redacción de la Revista de Estudios Económicos (1986-1993), y la Revista de Economía Industrial. Editó la sección Controversias del Diario Económico (1994-9) y ha sido el presidente de la Conferencia de la Real Sociedad Económica de 1992.
Dixon tiene un gran alcance en términos de las áreas de la economía que ha investigado y publicado y ha sido descrito como uno de los líderes europeos de los economistas. Los temas incluyen:
1. Modelo de Bertrand–Edgeworth estrictamente convexo de los costos. Francis Edgeworth ha desarrollado el análisis del modelo de Bertrand de la competencia en un entorno donde las empresas han tenido un costo marginal constante hasta la cubrir su capacidad. Dixon ha explorado cómo esto podría ser generalizado para el caso de estructuras de costos y estableció la existencia de una mezcla de estrategia de equilibrio de Nash,[11] y de un equilibrio Epsilon en un mercado grande,[12] y en otros aspectos.[13][14][15][16]
2. Modelos de inversión estratégica. El uso de capital para alterar la forma en que las empresas compiten en oligopolio mediante la alteración de su costo marginal,[17] o variaciones conjeturales.[18]
3. Racionalidad vinculada. Dixon ha explorado las implicaciones de la evolución de las ideas de la teoría del oligopolio y el aprendizaje.[19] Asimismo, desarrolló uno de los primeros modelos de satisfacción de expectativas en la economía.[20]
4. La Nueva Economía Keynesiana. Dixon fue uno de los primeros economistas en analizar el efecto de la competencia imperfecta en la eficacia de la política fiscal en su artículo Un simple modelo de competencia imperfecta con características Walrasianas.[21] Esta es una idea que ha sido muy explorada en muchos otros artículos por él[22] y más recientemente.[23] Este artículo fue el primero en demostrar en un modelo de equilibrio general simple que el multiplicador fiscal podría estar aumentando con el grado de competencia imperfecta en el mercado de producción. La razón de esto es que la competencia imperfecta en el mercado de producción tiende a reducir el salario real, llevando a los hogares a sustituir el consumo por el ocio. Cuando se incrementa el gasto público, el aumento correspondiente de los impuestos a tanto alzado hace que tanto el ocio como el consumo disminuyan (suponiendo que ambos son un bien normal). Cuanto mayor sea el grado de competencia imperfecta en el mercado de producción, menor será el salario real y, por lo tanto, mayor será la reducción en el tiempo libre (es decir, los hogares trabajan más) y menos en el consumo. Por lo tanto, el multiplicador fiscal es menor que uno, pero aumenta en el grado de competencia imperfecta en el mercado de producción.

Otros temas incluyen la competencia imperfecta en macroeconomía, la rigidez nominal. La mayor parte de su trabajo es de Nueva Economía Keynesiana. Dixon apoya el desarrollo de la alta velocidad 2 para el Reino Unido, y expresó su apoyo en un artículo del Financial Times el 6 de enero de 2012, junto con otros importantes economistas. También ha contribuido al Times Higher Education Supplement varias veces con respecto a temas de economía.

## Obras
Ha sido autor de un libro titulado Surfeando la Economía, en el que explora la Nueva economía Keynesiana, la Tasa Natural, la Racionalidad Limitada, el Aprendizaje Social y el sentido de la Economía.